# Podisma carpetana
Podisma carpetana är en insektsart som beskrevs av Bolívar, I. 1898. Podisma carpetana ingår i släktet Podisma och familjen gräshoppor.

## Underarter
Arten delas in i följande underarter:
- P. c. carpetana
- P. c. ignatii